# Pacheri
Pacheri är en ort i Indien.   Den ligger i distriktet Jhunjhunūn och delstaten Rajasthan, i den norra delen av landet, 140 km väster om huvudstaden New Delhi. Pacheri ligger 310 meter över havet och antalet invånare är 6 000.
Terrängen runt Pacheri är platt. Runt Pacheri är det tätbefolkat, med 343 invånare per kvadratkilometer. Det finns inga andra samhällen i närheten. Trakten runt Pacheri består till största delen av jordbruksmark.